# 莱西站
莱西站，原名莱西北站，位于中华人民共和国山东省青岛市莱西市望城街道，是青荣城际铁路、潍莱高速铁路上的铁路客运车站。原莱西北站为2台4线线侧下式站房，站房综合楼建筑面积2982平方米。后因新建潍莱高速铁路占用原有站房位置，拆除重建站房并新建车场，目前莱西站为站3台9线，潍荣场与青荣场按线路别布置，站房建筑面积约11995平方米。所在线路与蓝烟线平行，相距约50米，距莱西南站约2千米。

## 歷史
- 2014年12月28日，随着青荣城际铁路通车启用。[2]
- 2019年7月10日暂时关闭，进行为期一年半的改造以接入潍莱高铁。[3]
- 2020年11月26日随潍莱高速铁路正式通车更名为莱西站。[4]